# Polystichum oligocarpum
Polystichum oligocarpum är en träjonväxtart som beskrevs av Ren-Chang Ching, H. S. Kung och L.B. Zhang. Polystichum oligocarpum ingår i släktet Polystichum och familjen Dryopteridaceae. Inga underarter finns listade.